# Marpa kagyü
A marpa kagyü vagy marcang kagyü (tibeti: སྨར་པ་བཀའ་བརྒྱུད་ , wylie: smar pa bka' brgyud) iskola a tibeti buddhizmusban a kagyü iskola egyik ága, amely később négy fő ágra és nyolc alágra vált szét. A marpa kagyü Marcha Druptop Serap Szengge (smar pa grub thob shes rab seng ge) tanítómesterről kapta a nevét, aki megalapította a So kolostort ((wylie: sho dgon, tib: དགོན དགོན ) a történelmi Kham régióban.

## Története
Az iskolát Marcha Serap Szengge (1135-1203) alapította, aki a pagtru kagyü iskolához tartozó Phagmodrupa tanítványa volt. Ő alapította a Marchang kolostort ( smar tshang , kínai: 仓 寺 寺, pinjin: Ma-cang szi). Az iskola később egyesült a Kham régióban található nyingma peljül (wylie: dpal yul , kínai: 白玉, pinjin: paj-jü) szektával.
Az iskola legkiemelkedőbb tudósai Gyelva Janggön Jese Gyelchen (tibeti: rgyal ba yang dgon ye shes rgyal mtshan , kínai: 协 坚赞 坚赞 / 協 堅贊 堅贊)  és Nal Rincsen Lingpa (tibeti: rnal rin chen gling pa , kínai: 饮 林巴 林巴 / 飲 林巴 林巴).